# Cataxia eungellaensis
Cataxia eungellaensis är en spindelart som beskrevs av Main 1969. Cataxia eungellaensis ingår i släktet Cataxia och familjen Idiopidae.
Artens utbredningsområde är Queensland. Inga underarter finns listade i Catalogue of Life.